# John Lefferts
John Lefferts (ur. 17 grudnia 1785 w Brooklynie, zm. 18 września 1829 tamże) – amerykański polityk, członek Partii Demokratyczno-Republikańskiej.

## Działalność polityczna
W okresie od 4 marca 1813 do 3 marca 1815 przez jedną kadencję był przedstawicielem miejsca A z 1. okręgu wyborczego w stanie Nowy Jork w Izbie Reprezentantów Stanów Zjednoczonych. Od 1820 do 1825 zasiadał w New York State Senate.